# Tercera División de Venezuela 2019
La Temporada 2019 de la Tercera División de Venezuela comenzó programada por cada asociación de cada estado y finalizó en diciembre. Fundación Lara se consagró campeón de la competición tras ganar en la final al Minervén.

## Sistema de competición
El formato y modelo de competición de la Temporada 2019 de la Tercera División partirá del siguiente modo:
- Primera Ronda Regional: Los 49 equipos participantes[3] se dividirán  en diez grupos por región, con 6 de 4 equipos cada uno (Anzoátegui, Bolívar, Mérida, Monagas, Nueva Esparta y Portuguesa-Lara), 1 de 5 equipos (Zulia-Falcón), 1 de 6 equipos (Cojedes), 1 de 7 equipos (Barinas-Táchira) y 1 de 8 equipos (Distrito Capital-Vargas-Miranda), los cuales jugarán en formato de todos contra todos a tres vueltas para los grupos de 4 equipos y dos vueltas para los grupos restantes.

- Segunda Ronda Interregional: Los dos primeros puestos de cada grupo en la primera ronda clasificarán a la siguiente etapa, dividida en 5 grupos de 4 equipos cada uno por cercanía geográfica, y también jugarán en formato de todos contra todos a dos vueltas.

- Ronda Final: Los dos primeros puestos de cada grupo en la segunda ronda clasificarán a la siguiente etapa, la cual se jugará en forma de eliminatoria a partidos de ida y vuelta, incluyendo la gran final. Sin embargo, solamente participarán los 8 mejores equipos con mayor puntaje acumulado en la ronda anterior. Los dos finalistas ascenderán directamente a la Segunda División, mientras que el equipo ganador se consagrará como Campeón Absoluto de la Tercera División 2019.

## Ascensos y descensos

### Intercambios entre la Segunda División y la Tercera División
| Pos | A la Segunda División de Venezuela 2019 |
| --- | --------------------------------------- |
| -   | Ciudad Vinotinto                        |
| -   | Fundación AIFI                          |
| -   | Dynamo Puerto Fútbol Club               |

| Pos | a Tercera División    |
| --- | --------------------- |
| 20° | Margarita Fútbol Club |
| 21° | Unión Atlético Falcón |

### Intercambios entre el Tercera División y losTorneos Estadales
| Pos | de los Torneos Estadales          |
| --- | --------------------------------- |
| -   | Bolivar Sport Club                |
| -   | Unión Deportivo Aragua de Maturín |
| -   | Escuela Antonio Mejía             |
| -   | Academia Centro Español           |
| -   | New Star Fútbol Club              |
| -   | Dynamo Fútbol Club                |
| -   | Unión Deportivo El Morro          |
| -   | Libertad Socialista FC            |
| -   | Tigre Sport Fútbol Club           |
| -   | Deportivo Alianza Fútbol Club     |
| -   | Centro Sur Fútbol Club            |
| -   | Pablo Robledo Fútbol Club         |
| -   | EFM Tinaco Fútbol Club            |
| -   | Real Nazareno Fútbol Club         |
| -   | Academia Rey                      |
| -   | Colegio San Agustín               |
| -   | Varguenses Fútbol Club            |
| -   | Mercedes Rasco Fútbol Club        |
| -   | Madeirense Fútbol Club            |
| -   | Perijaneros Fútbol Club           |
| -   | Escuela de Fútbol Cecilio Acosta  |
| -   | Club Deportivo del Zulia          |

| Pos | a los Torneos Estadales      |
| --- | ---------------------------- |
| -   | Deportivo Socopó             |
| -   | Casa Portuguesa de Aragua FC |
| -   | San Félix FC                 |
| -   | Academia Nuevo Horizonte     |
| -   | Amazonas FC                  |
| -   | Guanare SC                   |
| -   | Deportivo Coromotano         |
| -   | Margarita FC                 |
| -   | Alianza Monay FC             |
| -   | Academia Deportiva El Nula   |
| -   | Atlético Rey                 |
| -   | Cafetaleros de Biscucuy      |
| -   | Atlético Venezuela B         |
| -   | Carabobo Fútbol Club B       |
| -   | Caracas Fútbol Club B        |
| -   | Guanare SC                   |
| -   | Deportivo La Guaira B        |
| -   | Deportivo Táchira B          |
| -   | Independiente La Fría        |
| -   | Metropolitanos B             |
| -   | Mineros de Guayana B         |
| -   | Monagas SC B                 |
| -   | San Félix FC                 |
| -   | Zamora FC B                  |
| -   | Zulia FC B                   |

## Primera Ronda Regional
|  | Acceso a la Segunda Ronda Interregional |

### Grupo A

#### Grupo Bolívar (A-I)

##### Clasificación
| Pos. | Equipo          | Pts. | PJ | G | E | P | GF | GC | Dif. |  |
| ---- | --------------- | ---- | -- | - | - | - | -- | -- | ---- |  |
| 1    | Minervén FC     | 0    | 0  | 0 | 0 | 0 | 0  | 0  | 0    |  |
| 2    | Minasoro FC     | 0    | 0  | 0 | 0 | 0 | 0  | 0  | 0    |  |
| 3    | Atlético Roscio | 0    | 0  | 0 | 0 | 0 | 0  | 0  | 0    |  |
| 4    | Bolívar SC      | 0    | 0  | 0 | 0 | 0 | 0  | 0  | 0    |  |

Actualizado a los partidos jugados el 18 de diciembre de 2019.
 Fuente: Foro Vinotinto

##### Resultados

###### Primera vuelta
|  |  |  |  |  |  |
|  |  |  |  |  |  |

#### Grupo Monagas (A-II)

##### Clasificación
| Pos. | Equipo               | Pts. | PJ | G | E | P | GF | GC | Dif. |  |
| ---- | -------------------- | ---- | -- | - | - | - | -- | -- | ---- |  |
| 1    | EFMM Antonio Mejía   | 0    | 0  | 0 | 0 | 0 | 0  | 0  | 0    |  |
| 2    | Sulmona FC           | 0    | 0  | 0 | 0 | 0 | 0  | 0  | 0    |  |
| 3    | UD Aragua de Maturín | 0    | 0  | 0 | 0 | 0 | 0  | 0  | 0    |  |
| 4    | AF Centro Español    | 0    | 0  | 0 | 0 | 0 | 0  | 0  | 0    |  |

Actualizado a los partidos jugados el 18 de diciembre de 2019.
 Fuente: Foro Vinotinto

##### Resultados

###### Primera vuelta
|  |  |  |  |  |  |
|  |  |  |  |  |  |

### Grupo B

#### Grupo Nueva Esparta (B-I)

##### Clasificación
| Pos. | Equipo                  | Pts. | PJ | G | E | P | GF | GC | Dif. |  |
| ---- | ----------------------- | ---- | -- | - | - | - | -- | -- | ---- |  |
| 1    | New Star FC             | 0    | 0  | 0 | 0 | 0 | 0  | 0  | 0    |  |
| 2    | Dynamo FC               | 0    | 0  | 0 | 0 | 0 | 0  | 0  | 0    |  |
| 3    | Fundación UDCA          | 0    | 0  | 0 | 0 | 0 | 0  | 0  | 0    |  |
| 4    | Deportivo Nueva Esparta | 0    | 0  | 0 | 0 | 0 | 0  | 0  | 0    |  |

Actualizado a los partidos jugados el 18 de diciembre de 2019.
 Fuente: Foro Vinotinto

##### Resultados

###### Primera vuelta
|  |  |  |  |  |  |
|  |  |  |  |  |  |

#### Grupo Anzoátegui (B-II)

##### Clasificación
| Pos. | Equipo                 | Pts. | PJ | G | E | P | GF | GC | Dif. |  |
| ---- | ---------------------- | ---- | -- | - | - | - | -- | -- | ---- |  |
| 1    | CCE Cervantes          | 0    | 0  | 0 | 0 | 0 | 0  | 0  | 0    |  |
| 2    | UD El Morro            | 0    | 0  | 0 | 0 | 0 | 0  | 0  | 0    |  |
| 3    | Tigre Sport FC         | 0    | 0  | 0 | 0 | 0 | 0  | 0  | 0    |  |
| 4    | Libertad Socialista FC | 0    | 0  | 0 | 0 | 0 | 0  | 0  | 0    |  |

Actualizado a los partidos jugados el 18 de diciembre de 2019.
 Fuente: Foro Vinotinto

##### Resultados

###### Primera vuelta
|  |  |  |  |  |  |
|  |  |  |  |  |  |

### Grupo C

#### Grupo Cojedes (C-I)

##### Clasificación
| Pos. | Equipo                 | Pts. | PJ | G | E | P | GF | GC | Dif. |  |
| ---- | ---------------------- | ---- | -- | - | - | - | -- | -- | ---- |  |
| 1    | RD Sucre               | 0    | 0  | 0 | 0 | 0 | 0  | 0  | 0    |  |
| 2    | EFM Tinaco             | 0    | 0  | 0 | 0 | 0 | 0  | 0  | 0    |  |
| 3    | Academia Real Nazareno | 0    | 0  | 0 | 0 | 0 | 0  | 0  | 0    |  |
| 4    | Centro Sur FC          | 0    | 0  | 0 | 0 | 0 | 0  | 0  | 0    |  |
| 5    | Deportivo Alianza      | 0    | 0  | 0 | 0 | 0 | 0  | 0  | 0    |  |
| 6    | EF Pablo Robledo       | 0    | 0  | 0 | 0 | 0 | 0  | 0  | 0    |  |

Actualizado a los partidos jugados el 18 de diciembre de 2019.
 Fuente: Foro Vinotinto

#### Resultados

##### Primera vuelta
|  |  |  |  |  |  |
|  |  |  |  |  |  |

#### Grupo Central (C-II)

##### Clasificación
| Pos. | Equipo                 | Pts. | PJ | G | E | P | GF | GC | Dif. |  |
| ---- | ---------------------- | ---- | -- | - | - | - | -- | -- | ---- |  |
| 1    | Arroceros de Calabozo  | 0    | 0  | 0 | 0 | 0 | 0  | 0  | 0    |  |
| 2    | Casa Portuguesa        | 0    | 0  | 0 | 0 | 0 | 0  | 0  | 0    |  |
| 3    | Deportivo Madeirense   | 0    | 0  | 0 | 0 | 0 | 0  | 0  | 0    |  |
| 4    | Varguenses FC          | 0    | 0  | 0 | 0 | 0 | 0  | 0  | 0    |  |
| 5    | Catia FC               | 0    | 0  | 0 | 0 | 0 | 0  | 0  | 0    |  |
| 6    | Escuela Mercedes Rasco | 0    | 0  | 0 | 0 | 0 | 0  | 0  | 0    |  |
| 7    | Pellícanos FC          | 0    | 0  | 0 | 0 | 0 | 0  | 0  | 0    |  |
| 8    | Colegio San Agustín    | 0    | 0  | 0 | 0 | 0 | 0  | 0  | 0    |  |

Actualizado a los partidos jugados el 18 de diciembre de 2019.
 Fuente: Foro Vinotinto

##### Resultados

###### Primera vuelta
|  |  |  |  |  |  |
|  |  |  |  |  |  |

### Grupo D

#### Grupo Mérida (D-I)

##### Clasificación
| Pos. | Equipo              | Pts. | PJ | G | E | P | GF | GC | Dif. |  |
| ---- | ------------------- | ---- | -- | - | - | - | -- | -- | ---- |  |
| 1    | Real El Vigía       | 0    | 0  | 0 | 0 | 0 | 0  | 0  | 0    |  |
| 2    | Academia Emeritense | 0    | 0  | 0 | 0 | 0 | 0  | 0  | 0    |  |
| 3    | Atlético Mérida     | 0    | 0  | 0 | 0 | 0 | 0  | 0  | 0    |  |
| 4    | Deportivo Ándes     | 0    | 0  | 0 | 0 | 0 | 0  | 0  | 0    |  |

Actualizado a los partidos jugados el 18 de diciembre de 2019.
 Fuente: Foro Vinotinto

##### Resultados

###### Primera vuelta
|  |  |  |  |  |  |
|  |  |  |  |  |  |

#### Grupo Barinas-Táchira (D-II)

##### Clasificación
| Pos. | Equipo                     | Pts. | PJ | G | E | P | GF | GC | Dif. |  |
| ---- | -------------------------- | ---- | -- | - | - | - | -- | -- | ---- |  |
| 1    | Atlético El Piñal          | 0    | 0  | 0 | 0 | 0 | 0  | 0  | 0    |  |
| 2    | Los Próceres               | 0    | 0  | 0 | 0 | 0 | 0  | 0  | 0    |  |
| 3    | FC La Chinita              | 0    | 0  | 0 | 0 | 0 | 0  | 0  | 0    |  |
| 4    | San Lorenzo FC             | 0    | 0  | 0 | 0 | 0 | 0  | 0  | 0    |  |
| 5    | Barinitas FC               | 0    | 0  | 0 | 0 | 0 | 0  | 0  | 0    |  |
| 6    | Academia José Antonio Páez | 0    | 0  | 0 | 0 | 0 | 0  | 0  | 0    |  |
| 7    | Universitarios de Barinas  | 0    | 0  | 0 | 0 | 0 | 0  | 0  | 0    |  |

Actualizado a los partidos jugados el 18 de diciembre de 2019.
 Fuente: Foro Vinotinto

##### Resultados

###### Primera vuelta
|  |  |  |  |  |  |
|  |  |  |  |  |  |

### Grupo E

#### Grupo Portuguesa-Lara (E-I)

##### Clasificación
| Pos. | Equipo               | Pts. | PJ | G | E | P | GF | GC | Dif. |  |
| ---- | -------------------- | ---- | -- | - | - | - | -- | -- | ---- |  |
| 1    | Academia Rey         | 0    | 0  | 0 | 0 | 0 | 0  | 0  | 0    |  |
| 2    | Lanceros de Ospino   | 0    | 0  | 0 | 0 | 0 | 0  | 0  | 0    |  |
| 3    | Unión Deportivo Lara | 0    | 0  | 0 | 0 | 0 | 0  | 0  | 0    |  |
| 4    | Unión Lara           | 0    | 0  | 0 | 0 | 0 | 0  | 0  | 0    |  |

Actualizado a los partidos jugados el 18 de diciembre de 2019.
 Fuente: Foro Vinotinto

##### Resultados

###### Primera vuelta
|  |  |  |  |  |  |
|  |  |  |  |  |  |

#### Grupo Zulia-Falcón (E-II)

##### Clasificación
| Pos. | Equipo               | Pts. | PJ | G | E | P | GF | GC | Dif. |  |
| ---- | -------------------- | ---- | -- | - | - | - | -- | -- | ---- |  |
| 1    | Perijaneros FC       | 16   | 8  | 4 | 4 | 0 | 0  | 0  | 0    |  |
| 2    | Petroleros del Zulia | 15   | 8  | 4 | 3 | 1 | 0  | 0  | 0    |  |
| 3    | UA Falcón            | 14   | 8  | 4 | 2 | 2 | 0  | 0  | 0    |  |
| 4    | EF Cecilio Acosta    | 10   | 8  | 3 | 1 | 4 | 0  | 0  | 0    |  |
| 5    | CD del Zulia         | 0    | 8  | 0 | 0 | 8 | 0  | 0  | 0    |  |

Actualizado a los partidos jugados el 26 de diciembre de 2024.
 Fuente: Foro Vinotinto

##### Resultados

###### Primera vuelta
|  |  |  |  |  |  |
|  |  |  |  |  |  |

## Segunda Ronda Interregional
|  | Acceso a la Ronda Final |

### Grupo A

#### Clasificación
| Pos. | Equipo             | Pts. | PJ | G | E | P | GF | GC | Dif. |  |
| ---- | ------------------ | ---- | -- | - | - | - | -- | -- | ---- |  |
| 1    | Minasoro FC        | 0    | 0  | 0 | 0 | 0 | 0  | 0  | 0    |  |
| 2    | Minervén FC        | 0    | 0  | 0 | 0 | 0 | 0  | 0  | 0    |  |
| 3    | EFMM Antonio Mejía | 0    | 0  | 0 | 0 | 0 | 0  | 0  | 0    |  |
| 4    | Sulmona FC         | 0    | 0  | 0 | 0 | 0 | 0  | 0  | 0    |  |

Actualizado a los partidos jugados el 18 de diciembre de 2019.
 Fuente: Foro Vinotinto

### Grupo B

#### Clasificación
| Pos. | Equipo        | Pts. | PJ | G | E | P | GF | GC | Dif. |  |
| ---- | ------------- | ---- | -- | - | - | - | -- | -- | ---- |  |
| 1    | New Star FC   | 0    | 0  | 0 | 0 | 0 | 0  | 0  | 0    |  |
| 2    | Dynamo FC     | 0    | 0  | 0 | 0 | 0 | 0  | 0  | 0    |  |
| 3    | CCE Cervantes | 0    | 0  | 0 | 0 | 0 | 0  | 0  | 0    |  |
| 4    | UD El Morro   | 0    | 0  | 0 | 0 | 0 | 0  | 0  | 0    |  |

Actualizado a los partidos jugados el 18 de diciembre de 2019.
 Fuente: Foro Vinotinto

### Grupo C

#### Clasificación
| Pos. | Equipo                | Pts. | PJ | G | E | P | GF | GC | Dif. |  |
| ---- | --------------------- | ---- | -- | - | - | - | -- | -- | ---- |  |
| 1    | Arroceros de Calabozo | 0    | 0  | 0 | 0 | 0 | 0  | 0  | 0    |  |
| 2    | EFM Tinaco            | 0    | 0  | 0 | 0 | 0 | 0  | 0  | 0    |  |
| 3    | Casa Portuguesa       | 0    | 0  | 0 | 0 | 0 | 0  | 0  | 0    |  |
| 4    | RD Sucre              | 0    | 0  | 0 | 0 | 0 | 0  | 0  | 0    |  |

Actualizado a los partidos jugados el 18 de diciembre de 2019.
 Fuente: Foro Vinotinto

### Grupo D

#### Clasificación
| Pos. | Equipo              | Pts. | PJ | G | E | P | GF | GC | Dif. |  |
| ---- | ------------------- | ---- | -- | - | - | - | -- | -- | ---- |  |
| 1    | Real El Vigía       | 0    | 0  | 0 | 0 | 0 | 0  | 0  | 0    |  |
| 2    | Atlético El Piñal   | 0    | 0  | 0 | 0 | 0 | 0  | 0  | 0    |  |
| 3    | Academia Emeritense | 0    | 0  | 0 | 0 | 0 | 0  | 0  | 0    |  |
| 4    | Los Próceres        | 0    | 0  | 0 | 0 | 0 | 0  | 0  | 0    |  |

Actualizado a los partidos jugados el 18 de diciembre de 2019.
 Fuente: Foro Vinotinto

### Grupo E

#### Clasificación
| Pos. | Equipo               | Pts. | PJ | G | E | P | GF | GC | Dif. |  |
| ---- | -------------------- | ---- | -- | - | - | - | -- | -- | ---- |  |
| 1    | Academia Rey         | 0    | 0  | 0 | 0 | 0 | 0  | 0  | 0    |  |
| 2    | Lanceros de Ospino   | 0    | 0  | 0 | 0 | 0 | 0  | 0  | 0    |  |
| 3    | Perijaneros FC       | 0    | 0  | 0 | 0 | 0 | 0  | 0  | 0    |  |
| 4    | Petroleros del Zulia | 0    | 0  | 0 | 0 | 0 | 0  | 0  | 0    |  |

Actualizado a los partidos jugados el 18 de diciembre de 2019.
 Fuente: Foro Vinotinto

## Ronda Final

### Tabla de los Clasificados
Clasifican a la Eliminatoria de Ascenso solamente los 8 mejores equipos con mayor puntaje acumulado en la ronda anterior.
| Equipo                | Pts. | PJ | PG | PE | PP | GF | GC | DG |
| --------------------- | ---- | -- | -- | -- | -- | -- | -- | -- |
| Arroceros de Calabozo |      |    |    |    |    |    |    |    |
| Academia Rey          |      |    |    |    |    |    |    |    |
| New Star FC           |      |    |    |    |    |    |    |    |
| Dynamo FC             |      |    |    |    |    |    |    |    |
| Minasoro FC           |      |    |    |    |    |    |    |    |
| Minervén FC           |      |    |    |    |    |    |    |    |
| Real El Vigía         |      |    |    |    |    |    |    |    |
| Lanceros de Ospino    |      |    |    |    |    |    |    |    |
| EFM Tinaco            |      |    |    |    |    |    |    |    |
| Atlético El Piñal     |      |    |    |    |    |    |    |    |

### Eliminatoria de Ascenso
|  | Cuartos de final | Cuartos de final      | Cuartos de final | Cuartos de final | Cuartos de final |                       |  | Semifinales | Semifinales | Semifinales | Semifinales | Semifinales |  |  | Final | Final | Final | Final | Final |  |
|  |                  |                       |                  |                  |                  |                       |  |             |             |             |             |             |  |  |       |       |       |       |       |  |
|  |                  |                       |                  |                  |                  |                       |  |             |             |             |             |             |  |  |       |       |       |       |       |  |
|  | 2B               | Dynamo FC             | 0                | 1                | 1                |                       |  |             |             |             |             |             |  |  |       |       |       |       |       |  |
|  | 2B               | Dynamo FC             | 0                | 1                | 1                |                       |  |             |             |             |             |             |  |  |       |       |       |       |       |  |
|  | 1A               | Minasoro FC           | 0                | 2                | 2                |                       |  |             |             |             |             |             |  |  |       |       |       |       |       |  |
|  | 1A               | Minasoro FC           | 0                | 2                | 2                | Minasoro FC           |  |             |             |             |             |             |  |  |       |       |       |       |       |  |
|  |                  |                       |                  |                  |                  |                       |  |             |             |             |             |             |  |  |       |       |       |       |       |  |
|  |                  |                       | Minervén FC      |                  |                  |                       |  |             |             |             |             |             |  |  |       |       |       |       |       |  |
|  | 2A               | Minervén FC           | 2                | 1                | 3                |                       |  |             |             |             |             |             |  |  |       |       |       |       |       |  |
|  | 2A               | Minervén FC           | 2                | 1                | 3                |                       |  |             |             |             |             |             |  |  |       |       |       |       |       |  |
|  | 1B               | New Star FC           | 0                | 2                | 2                |                       |  |             |             |             |             |             |  |  |       |       |       |       |       |  |
|  | 1B               | New Star FC           | 0                | 2                | 2                |                       |  |             | Minervén FC |             |             |             |  |  |       |       |       |       |       |  |
|  |                  |                       |                  |                  |                  |                       |  |             |             |             |             |             |  |  |       |       |       |       |       |  |
|  |                  |                       | Academia Rey     |                  |                  |                       |  |             |             |             |             |             |  |  |       |       |       |       |       |  |
|  | 2E               | Lanceros de Ospino    | 0                | 1                | 1                |                       |  |             |             |             |             |             |  |  |       |       |       |       |       |  |
|  | 2E               | Lanceros de Ospino    | 0                | 1                | 1                |                       |  |             |             |             |             |             |  |  |       |       |       |       |       |  |
|  | 1C               | Arroceros de Calabozo | 2                | 4                | 6                |                       |  |             |             |             |             |             |  |  |       |       |       |       |       |  |
|  | 1C               | Arroceros de Calabozo | 2                | 4                | 6                | Arroceros de Calabozo |  |             |             |             |             |             |  |  |       |       |       |       |       |  |
|  |                  |                       |                  |                  |                  |                       |  |             |             |             |             |             |  |  |       |       |       |       |       |  |
|  |                  |                       | Academia Rey     |                  |                  |                       |  |             |             |             |             |             |  |  |       |       |       |       |       |  |
|  | 1E               | Academia Rey          | 2                | 2                | 4                |                       |  |             |             |             |             |             |  |  |       |       |       |       |       |  |
|  | 1E               | Academia Rey          | 2                | 2                | 4                |                       |  |             |             |             |             |             |  |  |       |       |       |       |       |  |
|  | 1D               | Real El Vigía         | 0                | 2                | 2                |                       |  |             |             |             |             |             |  |  |       |       |       |       |       |  |
|  | 1D               | Real El Vigía         | 0                | 2                | 2                |                       |  |             |             |             |             |             |  |  |       |       |       |       |       |  |
|  |                  |                       |                  |                  |                  |                       |  |             |             |             |             |             |  |  |       |       |       |       |       |  |

## Final
| 16 de diciembre de 2019 , 15:30 | Fundación Lara Deportiva | 4 : 0 | Minerven FC | Metropolitano de Cabudare, Cabudare |  |
|                                 |                          |       |             | Árbitro(s):                         |  |

| 19 de diciembre de 2019 , 15:00 | Minerven FC | 1 : 2 | Fundación Lara Deportiva | Polideportivo El Gallo, San Felix |  |
|                                 |             |       |                          | Árbitro(s):                       |  |

| Campeón                                                                   |
| Fundación Lara Deportiva Asciende a la Segunda División de Venezuela 2020 |